# Gonodactyloidea
Gonodactyloidea is een superfamilie van kreeftachtigen uit de klasse van de Malacostraca (Hogere kreeftachtigen).

## Families
- Alainosquillidae Moosa, 1991
- Gonodactylidae Giesbrecht, 1910
- Hemisquillidae Manning, 1980
- Odontodactylidae Manning, 1980
- Protosquillidae Manning, 1980
- Pseudosquillidae Manning, 1977
- Takuidae Manning, 1995